# مردان مولانف
مردان مولانف (به تاجیکی:Мардон Мавлонов؛ زاده ۱۱ مارس ۱۹۶۳ در سمرقند) خوانندهٔ مردمی و پاپ است. وی در سال ۲۰۰۰ به لقب «هنرپیشه خلقی تاجیکستان» نایل شد.

## زندگی‌نامه
مردان مولانف در سال ۱۹۸۴ درهنرستان موسیقی به عنوان تک‌نواز ختم کرد و در سال ۱۹۸۵ گروه «ترانه‌های سمرقند» را بنیان گذارد. وی به خوانندن آهنگ‌های اصیل تاجیکی متعلق به سمرقند و بخارا شهره است